# VR Bank Leipziger Land
Die VR Bank Leipziger Land eG war eine deutsche Genossenschaftsbank mit Sitz in Borna. Sie war als Primärbank Teil des Genossenschaftlichen Finanzverbundes. Ihre Organe waren Vorstand, Aufsichtsrat und Vertreterversammlung.

## Geschäftsgebiet
Die VR Bank Leipziger Land eG agierte in der Westhälfte des Landkreises Leipzig. Sie betrieb dreizehn Geschäftsstellen und zwei Selbstbedienungspunkte. Zweck der Genossenschaft war die wirtschaftliche Förderung und Betreuung der Mitglieder.

## Kundenstruktur und Mitgliederzahl
Die Bank hatte rund 30.000 Kunden. Am 31. Dezember 2011 waren 9.770 Kunden zugleich Genossenschaftsmitglied der VR Bank.

## Geschichte

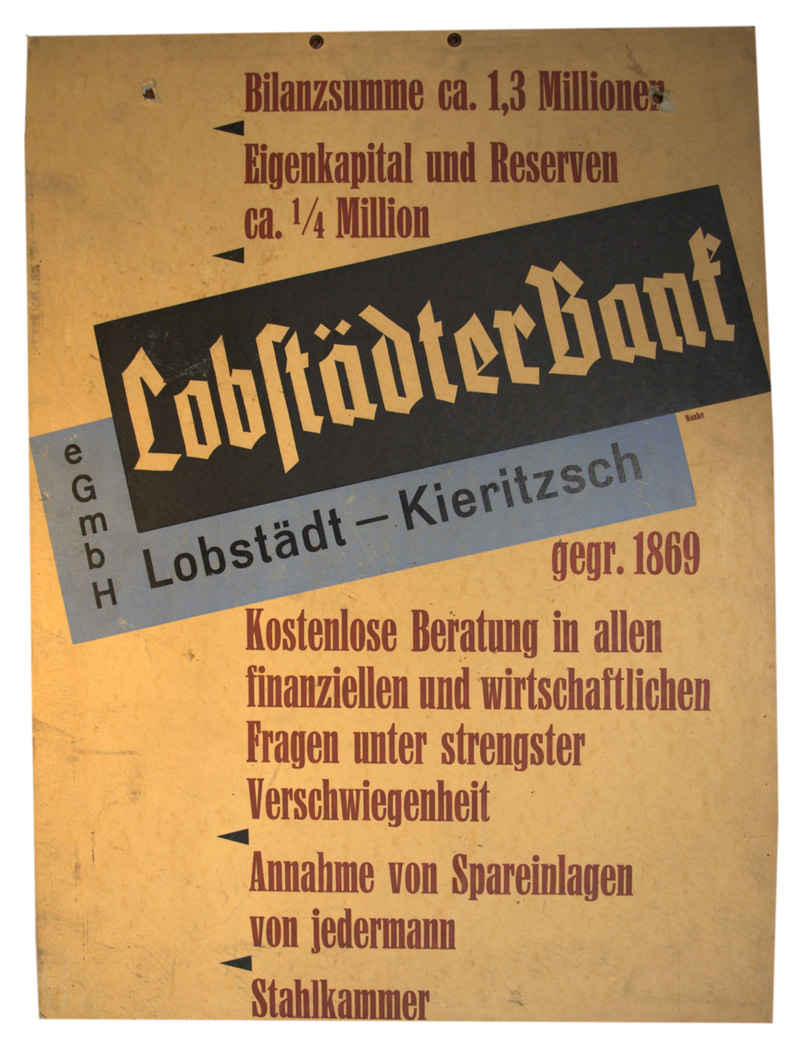
Werbetafel aus 1940

Die Gründung der ältesten Linie der Bank ging auf einen Vorschlag des Bornaer Rechtsanwalts Hoffmann zurück, der am 18. Dezember 1860 im Gewerbeverein Borna die Gründung eines Vorschussvereines vorschlug. Dieser wurde in der Folge gegründet und es ging aus ihm die spätere Volksbank Borna eG hervor. Die Raiffeisenbank Borna eG wurde im Zuge der Zusammenschlüsse mehrerer ländlicher Vereinsgründungen gebildet, u. a. von dem Spar- und Vorschussverein für Lobstädt und Umgegend (gegründet 1869, später "Lobstädter Bank eGmbH"), der Spar- und Darlehenskasse Pödelwitz sowie der Kartoffelflockenfabrik Groitzsch. Die Volksbank Borna eG und die Raiffeisenbank Borna eG verschmolzen 1993 zur Volksbank und Raiffeisenbank Borna eG, letztere fusionierte 2005 mit der Raiffeisenbank Geithain eG zur VR Bank Leipziger Land eG.

## Verschmelzung mit der Volksbank Leipzig eG
Anfang des Jahres 2013 bekundeten die VR Bank Leipziger Land eG und die Volksbank Leipzig eG ihre Absicht zu fusionieren. Der Verschmelzungsvertrag wurde am 4. Juli 2013 vollzogen, die Bekanntmachung des Registergerichts erfolgte am 22. August 2013. Die Firma der vereinigten Bank lautet Leipziger Volksbank eG.